# Sclerotinia
Sclerotinia is een geslacht van schimmels behorend tot de familie Sclerotiniaceae. De typesoort is Sclerotinia libertiana.

## Soorten
Volgens Index Fungorum telt het geslacht 81 soorten (peildatum maart 2023):
| Soortnaam                                   | Auteur(s)                         | Publicatiejaar |
| ------------------------------------------- | --------------------------------- | -------------- |
| Sclerotinia aconitincola                    | Rehm                              | 1906           |
| Sclerotinia angustior                       | J.M. Reade                        | 1908           |
| Sclerotinia antarctica                      | Gamundí & Spinedi                 | 1987           |
| Sclerotinia arctica                         | M.E. Elliott                      | 1964           |
| Sclerotinia asari                           | Y. Wu & C.R. Wang                 | 1983           |
| Sclerotinia atrostipitata                   | Svrček                            | 1988           |
| Sclerotinia bifrons                         | Seaver & Shope                    | 1920           |
| Sclerotinia borealis                        | Bubák & Vleugel                   | 1917           |
| Sclerotinia brevipes                        | (Bosch) Boud.                     | 1907           |
| Sclerotinia bryophila                       | Kirschst.                         | 1938           |
| Sclerotinia bulborum                        | (Wakker) Sacc.                    | 1889           |
| Sclerotinia caricina                        | Velen.                            | 1934           |
| Sclerotinia carlinae                        | Velen.                            | 1934           |
| Sclerotinia carnea                          | Velen.                            | 1934           |
| Sclerotinia carpini                         | Klika                             | 1923           |
| Sclerotinia caudata                         | Velen.                            | 1947           |
| Sclerotinia chaenomelis                     | E. Fisch.                         | 1930           |
| Sclerotinia coloradensis                    | E.K. Cash & R.W. Davidson         | 1933           |
| Sclerotinia cylindrica                      | Velen.                            | 1934           |
| Sclerotinia fagopyri                        | Hori                              | 1916           |
| Sclerotinia fallax                          | (Sacc.) E.K. Cash & R.W. Davidson | 1933           |
| Sclerotinia festucae                        | Velen.                            | 1934           |
| Sclerotinia filipes                         | (W. Phillips) Sacc.               | 1889           |
| Sclerotinia fredericae                      | Svrček                            | 1966           |
| Sclerotinia galeopsidis                     | Velen.                            | 1934           |
| Sclerotinia ginseng                         | C.R. Wang, C.F. Chen & J. Chen    | 1995           |
| Sclerotinia glacialis                       | Frank Graf & T. Schumach.         | 1995           |
| Sclerotinia glandicola                      | Velen.                            | 1947           |
| Sclerotinia globispora                      | Velen.                            | 1934           |
| Sclerotinia hartii                          | (Berk.) Boud.                     | 1907           |
| Sclerotinia helvelloidea                    | Henn.                             | 1902           |
| Sclerotinia herbiseda                       | Velen.                            | 1939           |
| Sclerotinia himalayensis                    | M.P. Sharma & K.S. Thind          | 1983           |
| Sclerotinia hordei                          | Schellenb.                        | 1904           |
| Sclerotinia juncigena                       | (Ellis & Everh.) Whetzel          | 1946           |
| Sclerotinia kitajimana                      | K. Ito & Y. Hosaka                | 1951           |
| Sclerotinia lentiformis                     | Velen.                            | 1922           |
| Sclerotinia longisclerotialis               | Whetzel                           | 1929           |
| Sclerotinia luzulae                         | Whetzel                           | 1946           |
| Sclerotinia matthiolae                      | Lendn.                            | 1929           |
| Sclerotinia menieri                         | Boud.                             | 1907           |
| Sclerotinia microspora                      | Velen.                            | 1934           |
| Sclerotinia minor (Kruidknolkelkje)         | Jagger                            | 1920           |
| Sclerotinia miyabeana                       | Hanzawa                           | 1911           |
| Sclerotinia moelleriana                     | Henn.                             | 1902           |
| Sclerotinia muscorum                        | A.L. Sm. & Ramsb.                 | 1913           |
| Sclerotinia myrtaceae                       | Rick                              | 1928           |
| Sclerotinia nicotianae                      | Oudem. & Jos. König               | 1903           |
| Sclerotinia nigromarginata                  | Velen.                            | 1939           |
| Sclerotinia nivalis                         | I. Saito                          | 1997           |
| Sclerotinia nyssigena                       | (Ellis) Rehm                      | 1906           |
| Sclerotinia ocymi                           | Voglino                           | 1910           |
| Sclerotinia pallida                         | Velen.                            | 1934           |
| Sclerotinia paridis                         | (Boud.) Sacc. & Traverso          | 1911           |
| Sclerotinia phormii                         | J.V. Almeida & Sousa da Câmara    | 1904           |
| Sclerotinia pocula                          | (Pers.) Boud.                     | 1907           |
| Sclerotinia pseudoplatani                   | Svrček                            | 1979           |
| Sclerotinia rathenowiana                    | Kirschst.                         | 1906           |
| Sclerotinia richteriana                     | Henn. & Staritz                   | 1903           |
| Sclerotinia ricini                          | G.H. Godfrey                      | 1919           |
| Sclerotinia riograndensis                   | Rick                              | 1931           |
| Sclerotinia salicina                        | Velen.                            | 1934           |
| Sclerotinia sativa                          | Drayton & J.W. Groves             | 1943           |
| Sclerotinia schoenicola                     | Whetzel                           | 1946           |
| Sclerotinia sclerotiorum (Sclerotiënrot)    | (Lib.) de Bary                    | 1884           |
| Sclerotinia serica                          | M.A. Keay                         | 1937           |
| Sclerotinia solani                          | Vaňha                             | 1910           |
| Sclerotinia spermophila                     | Noble                             | 1948           |
| Sclerotinia subarctica                      | Winton, Krohn & R.H. Leiner       | 2007           |
| Sclerotinia sulcata (Klein zeggeknolkelkje) | (Roberge ex Desm.) Whetzel        | 1945           |
| Sclerotinia tenella                         | (P. Karst.) Boud.                 | 1907           |
| Sclerotinia tenuispora                      | Velen.                            | 1934           |
| Sclerotinia tetraspora                      | Holst-Jensen & T. Schumach.       | 1994           |
| Sclerotinia trifoliorum (Klaverknolkelkje)  | Erikss.                           | 1880           |
| Sclerotinia trillii                         | Y. Harada & Narumi                | 2001           |
| Sclerotinia veratri                         | E.K. Cash & R.W. Davidson         | 1933           |
| Sclerotinia verrucispora                    | Baral                             | 1989           |
| Sclerotinia veselyi                         | Pilát & Svrček                    | 1947           |
| Sclerotinia vesicaria                       | Giesenh.                          | 1907           |
| Sclerotinia wisconsinensis                  | Rehm                              | 1908           |
| Sclerotinia xanthorrhoeae                   | G.W. Beaton & Weste               | 1977           |